# Саханка
Саха́нка — село Новоазовської міської громади Кальміуського району Донецької області, Україна. Відстань до Новоазовська становить близько 20 км і проходить переважно автошляхом E58.

## Символіка
Конфігурація геральдичного поділу щита за формою нагадує собою кургани, яких довкола села існує декілька. Деякі з тих курганів ще скіфські, а є й козацький. За місцевим повір'ям, один з курганів належить козаку Саханову. Нібито він там і похований.
Також у селі є стайня, ймовірно, вже радянських часів. Це дає нам центральну фігуру герба — гнідий кінь. Що може об'єднати сільське господарство, козацький хутір та скіфських кочівників? Кінь відігравав велику роль у всіх цих епохах та видах діяльності.
Дві козацькі шаблі взяті з печатки Війська Донського як головний козацький атрибут.
На шаблі в стовп покладений золотий колос як символ сільського господарства та відсилка до в'їзної стели в село.

## Російсько-українська війна
1 вересня 2014-го близько 9-ї години вечора український прикордонний наряд прийняв бій біля Саханки, прикордонники викликали підкріплення, з допомогою гвардійців атаку росіян було відбито; загинув 1 прикордонник — майор-зв'язківець Андрієць Олег Анатолійович, 3 поранено — з них важкопоранений старший сержант Схаб'юк Максим Олексійович.
31 жовтня поблизу села з'явилися терористи з Кавказу.
14 січня 2015 року близько 05:00 дві установки «Град» виведені з ладу українськими партизанами. 19 січня розвідка «Азову» надала координати артилеристам, які по них знищили ворожу САУ поблизу Саханки. 11 лютого українська артилерія знищила блокпост бойовиків поблизу Саханки. У бою загинув боєць «Азова» Дмитро Коряк — «Брат», в складі полку перебував з серпня 2014-го.
2 квітня 2017-го терористи, замаскувавшись під «українців», на одному з будинків Саханки підняли український прапор та зі стрілецької зброї обстріляли позиції морських піхотинців біля Широкиного.
15 березня 2020 року, поблизу окупованої Саханки українським захисникам вдалось підбити вантажівку бойовиків, що здійснювала логістичне забезпечення російсько-терористичних військ. Як стверджують бойовики, у результаті влучання було ліквідовано одного бійця російсько-терористичних військ, а ще один отримав поранення. Показані ними залишки ракети свідчать про використання ПТРК «Стугна-П».

## Населення
За даними перепису 2001 року населення села становило 1093 особи, з них 58,28 % зазначили рідною мову українську, 41,54 % — російську, 0,09 % — вірменську та грецьку мови.